# 野沢尚
野沢 尚（のざわ ひさし、1960年5月7日 - 2004年6月28日）は、日本の脚本家・推理小説家。愛知県名古屋市出身。愛知県立昭和高等学校、日本大学芸術学部映画学科卒業。既婚。
テレビドラマの脚本で高い評価を受ける一方、推理小説にも幅を広げた。北野武の映画監督デビュー作の脚本を手掛けたことでも知られている。

## 来歴

### 生い立ち
父は京都大学名誉教授で京都大学霊長類研究所所長も務めた生物学者の野澤謙（1927年島根県生まれ、東京大学農学部獣医学科卒業）。叔父はフランス文学者で元東京都立大学教授の野沢協。曾祖父は教育者・漢学者の田邊新之助。大伯父に京都学派を代表する哲学者の田辺元、元東京美術学校教授の田辺至がいる。
中学時代から映画監督志望で、8ミリカメラで自主映画を作っていたが「映画はまずシナリオありき」と思い立ち、独学でシナリオの勉強を始める。これが脚本家へのスタートとなった。シナリオの書き方は、月刊『シナリオ』で書き方を覚え、倉本聰のシナリオ集を読み、そっくり文体を真似して勉強することから始めた。
小説家の安達瑶（安達O）やアニメーション監督・脚本家の片渕須直とは日本大学芸術学部映画学科の同期。日芸映画学科の同期は毎年野沢の命日に合わせた墓参りを行なっており、片渕のTwitterでもその報告を伺うことができる。

### 脚本のプロへ
1983年、脚本『V・マドンナ大戦争』で第9回城戸賞に準入賞（佳作入選）する。これに加えて、鶴橋康夫と奥山和由と出会ったことで、プロになることを決意した。
1997年、小説『破線のマリス』で第43回江戸川乱歩賞を受賞。
1999年には『結婚前夜』と、最高視聴率30％を超える大ヒットドラマ『眠れる森』で第17回向田邦子賞を当時歴代最年少で受賞する。
2002年、脚本『反乱のボヤージュ』で第52回芸術選奨文部科学大臣賞を受賞。41歳での受賞は倉本聰と並んで当時歴代最年少。また同年に劇場版名探偵コナン『ベイカー街の亡霊』で初めてアニメ映画の脚本を行い、同作は歴代劇場版名探偵コナンの興行収入のトップとなった（当時）。
2003年、大河ドラマとは別枠の「21世紀スペシャル大河ドラマ」として2006年に放送する予定が発表された『坂の上の雲』の脚本を手がけることを公表。2004年4月末までに全15回の初稿を書き上げており、その年の秋には第二稿が書き上がる予定だった。

### 自殺により死去
2004年6月、事務所マンションで首吊り自殺。44歳没。
野沢の事務所からは、何人かに宛ててメモ用紙に走り書きされた遺書も見つかっていた。NHKのプロデューサー宛には「途中で投げ出すことになってすみません。いい取材ができました。後はよろしくお願いします。『坂の上の雲』を傑作にしてください。」、野沢が師と仰ぐ鶴橋康夫宛のメモには「ご迷惑をおかけします。夢はいっぱいあるけど、お先に失礼します。ここまで育ててもらってありがとうございます。あなたと闘えて光栄でした。」と書かれていたという。
葬儀は、フジテレビの野沢脚本ドラマでプロデュースを複数手掛けた喜多麗子が取り仕切った。

## 人物
1985年、24歳でテレビ脚本家デビューを果たして以降、野沢は読売テレビの演出家でディレクターの鶴橋康夫を生涯にわたり師と仰ぎ、自身を「鶴橋学校の生徒」と称していた。鶴橋との第一作『殺して、あなた…』以後、92年の『雀色時』まで、読売テレビの『木曜ゴールデンドラマ』『ドラマシティー’92』の枠で次々と発表された鶴橋・野沢コンビによる15本の単発ドラマ作品群は、その後の野沢の作劇手法を決定づけるものになった。
脚本執筆の前に全話分のプロットとともに主要登場人物たちの生年月日を定め、家族構成や出身地、子供の頃の思い出などを当時の世相に絡めて各キャラクターの半生を綴ったテキストを書き下ろし、ドラマの場合はキャラクターを演じる際の参考として演者にそれを渡すという作劇手法は、鶴橋との単発ドラマ作りの経験から生まれている。
鶴橋は野沢と打ち合わせをする中で「この主人公はどんな人生を背負って今、ドラマの地平線に立っているのか」を問いかけ、登場人物の背景を徹底的に話し合い、「その人物はどんな家に住んでいて、自室の窓からどのような風景が見えるか」などのドラマ本編には出てこないような細かい出来事を雑談の中で即答させながらキャラクターを作り込ませたという。
これらの年表形式のキャラクタープロフィールを野沢は【履歴書】と呼んでいた。野沢は【履歴書】について、「ドラマの上では自分が神様なので、登場人物を天から配置してその人間たちを列車に乗せて運命という線路を走らせる。神として責任を持つ意味でも始発駅と終着駅を履歴書の中に作る」「実際にシナリオに出てくるかは別として、最初の段階で”この人間はどういうレールの上で生きてきたか”をちゃんと示したい」と語っている。

### 重政隆文による人物考
映画評論家の重政隆文は、日本シナリオ作家協会の月刊誌『シナリオ』で野沢が連載していたエッセイ『映画館に、日本映画があった頃』がキネマ旬報社から単行本化された際「脚本家の希望と絶望」という表題で書評を寄せ、野沢について「自分の描きたいことを描いた脚本が他人によってズタズタにされた例と、まったく関与していない人物が脚本に名を連ねる例。その二つの例をともに経験した脚本家が野沢尚だ」と語っている。
『集団左遷』と東映への告発
重政は「自分の描きたいことを描いた脚本が他人によってズタズタにされた例」に東映『集団左遷』の一件を挙げている。

登場人物の一人「五時まで男」のエピソードを削ろうとするなどのシナリオ改変を行おうとした筆頭プロデューサーに野沢は抵抗。このことで同プロデューサーから「野沢さんは就職したこともないしサラリーマン世界を身をもって実感していない」と言葉によるハラスメントを繰り返し受けていたこと。不本意な暴力シーンの書き足し注文に渋々従ったこと。ラストの悪役の失脚の仕方について「撮影台本という形で現場サイドで脚本を直させてもらう」というプロデューサーの申し出に野沢がとうとう「好きにしてください」と半ば投げたところ、他の部分まで野沢に無承諾で大幅に改変されてしまったこと、などを野沢が「月刊シナリオ」誌上で告発した一件だ。
『RAMPO』脚本クレジットからの離脱
続いて重政は、野沢が経験した「まったく関与していない人物が脚本に名を連ねる例」に、黛りんたろうと野沢のタッグで企画を進めていた1994年の松竹『RAMPO』を挙げた。

野沢による脚本第一稿が完成した4ヶ月後にプロデューサーの奥山和由が『外科室』1000円興行のヒットを参考に『RAMPO』を70分1300円興行にしたいと提案。奥山の要望により脚本を半分近く削らなければならない状態となった。このことでパニックに陥った黛・野沢両名と奥山の間で半年の話し合いが錯綜した末、第五稿の脚本と第六稿の箱書きを仕上げて野沢が企画から降りる。その後野沢は、『RAMPO』の脚本直しに奥山和由と松竹の社員ライター榎祐平が参加していたことを事後報告で知らされたという一件だ。
野沢は、自分が企画から降りた後の『RAMPO』の脚本クレジットが黛と野沢の連名になることを承諾していたが、脚本の執筆に関与していないはずの奥山が脚本クレジットに名を連ねていた。
このことに関して「奥山氏は本当に脚本を書いたのですか」と、野沢が松竹側のプロデューサーを通して質問。奥山は、野沢の追及に対して「原稿用紙に字を実際に書いたかどうかという点は重要ではない」と答えたという。この一件を受けて野沢は「脚本を書いていない人と脚本タイトルに並びたくありません」と奥山に回答。『RAMPO』の脚本クレジットから野沢は完全に名を外してもらっているが、『RAMPO』は奥山和由・榎祐平の名義、『集団左遷』は野沢尚の名義で、同年に日本アカデミー賞の優秀脚本賞にノミネートされてしまった。
重政は野沢のエッセイに寄せた書評にて奥山の行為に「野沢は怒って当然だ」と、批判的なコメントを残しているが、奥山和由は野沢のデビュー作『V・マドンナ大戦争』以降、『マリリンに逢いたい』『その男、凶暴につき』『ラッフルズホテル』などの仕事で野沢と十年来の付き合いがある、「脚本家・野沢尚」の立て役者の一人でもある。
奥山の決断によってボツにされた脚本やクレジットを非公開にした仕事が『RAMPO』以前から何本もあることなども野沢は包み隠さず公表しているが、この一件のあとも野沢・奥山の交流は続いており、1998年に奥山の松竹解任劇が起きた時に野沢は早々に奥山を気遣う手紙を送るなど、身内的な思いやりを寄せていたという。
映画『RAMPO』は最終的に「黛バージョン」「奥山バージョン」の2本の映画が同日に別々の映画館で公開される顛末となったが、2作の映画の完成後に野沢は黛・奥山それぞれから話を聞き、その内情をエッセイ「映画館はまだ遠い」にて語っている。
『ステイ・ゴールド』クレジットを巡る告発
1988年の『ステイ・ゴールド』でも野沢は、『RAMPO』と状況は違えど「まったく関与していない人物が脚本に名を連ねる例」に遭遇している。

完成間近の映画をメジャーな配給ルートに乗せるために、原作を1行も書いていない人気漫画家の名前を原作者としてクレジットする条件を呑むようにプロデューサーに言われ、野沢がその条件を承諾しなれば映画はお蔵入りになると、間接的な脅迫を受けていたと告発している。

野沢は『ステイ・ゴールド』の制作にリハーサルから立ち会っており、製作費5千万という低予算での映画製作に苦しむ現場スタッフや出演者の姿を知っていた。
そのため「配給の都合のために、原作を1行も書いていない人気漫画家の名前を原作者名義でクレジットに入れる」という条件を呑んだが、野沢の脚本を元にして後から起こされるはずだった”原作”のコミック製作は立ち消えになり、映画はメジャー配給に乗らない限定公開に。野沢による同作の小説版が角川文庫から刊行されたが、野沢曰くの「何もしていない原作者」のクレジットが入ったノベライズ扱いとなった。野沢は「ある人間たちに対して本物の憎悪を感じた」と当時を語っている。小説『ステイ・ゴールド』は野沢の没後、2006年に幻冬舎文庫から、原作者とされていた漫画家の名前が外れた野沢尚単独名義の新装文庫本が刊行されている。
月刊『シナリオ』でのエッセイ連載終了
野沢の連載エッセイ『映画館に、日本映画があった頃』が、映画『集団左遷』で起きた脚本の無断改変行為やプロデューサーから野沢へのパワーハラスメントを巡って野沢が東映批判を行った記事を最後に5年の連載に幕を下ろしたことについて重政は「野沢の発言に対して映画会社からの圧力が本当に無かったのだろうか」と疑念を抱き、「シナリオ作家協会はどこから圧力がかかってきても連載を中断させずにいてほしかった」と、映画界に対する問題提起を行なっている。
『その男、凶暴につき』とセルフリメイク小説『烈火の月』
『その男、凶暴につき』製作時にも、野沢の脚本は現場で大きく変えられている。

野沢が深作欣二と二年掛かりで進めていた『その男、凶暴につき』とその原型である『灼熱 OVER HEAT』の脚本が完成するも深作は途中で映画を降り、北野武により野沢作品の形をとどめないほどに現場でストーリーを変えられた。しかしながら完成された映画を見て野沢は「悔しいけどこれは傑作だ」と北野への複雑な感情混じりの賛辞を送っている。

その十五年後、『バトル・ロワイアルII_鎮魂歌』の制作記者会見で深作が癌に冒されていることを告白したことと入れ違いに、野沢は「深作監督との仕事にもう一度光を当てたい」という思いから『烈火の月』という表題で、深作と進めていた改稿前の『その男、凶暴につき』脚本を元にした作品の小説化に手をつけている。だが深作の病状の進行は小説の完成よりも早く、 2003年1月に深作は帰らぬ人になった。2003年秋に雑誌連載が完結した『烈火の月』は野沢の意向で、深作監督の命日である1月12日を待って翌年の2004年に出版された。
『ラッフルズホテル』脚本の改変
村上龍に脚本を直され、野沢も「自分の名前をスタッフロールから外してほしい」と言及している『ラッフルズホテル』について、映画評論家の重政は見ていて最も恥ずかしかった場面として「主演の根津甚八がおどけてゴリラの真似をするシーン」を挙げているが、重政は野沢・村上両名の台本が収録された集英社文庫『シナリオ ラッフルズホテル』を引用し「そのゴリラの真似のシーンは野沢の台本ではなく村上の台本にある」つまり村上が後から勝手に付け足していることを指摘。読める形で脚本家と監督両方の台本が活字化され公表されていたからこそ誤解が解け、野沢の名誉が守られた事例だと結論づけている。

### 『氷の世界』公式サイト掲示板事件
事件以前
雑誌や新聞に寄稿された自作品への批評を全てファイリング保存するほどのエゴサーチ癖がアナログ時代からあった野沢だが、生前の野沢はテレビの向こうの視聴者のことを”視聴率というものがその顔をおぼろげに伝えてくるだけ”の、常に遠くに存在するものと捉え、己が手がける作品の全てを、不特定多数の視聴者ではなく我が子や自分の親しい人々に宛てることで執筆のモチベーションを保つという姿勢を取っていた。
自宅と仕事場へのPC導入以降、野沢はニフティーサーブのフォーラムなどを通じて視聴者の生の声に触れるようになる。1998年のフジテレビ『眠れる森』公式サイトに寄せられる意見を通じて野沢は、作品に込めた自分の意図を的確に読み取ってくれる受け手の存在を知り、”こういう人たちを相手に仕事をしていけばいいのかもしれない”と仄かな希望を抱くようになっていく。
事件
『眠れる森』の大ヒットを受けて鳴り物入りで開始された1999年の『氷の世界』で野沢は、番組スタッフからの要請もあり『氷の世界』公式ホームページの感想掲示板に直接参加するようになった。

ドラマの進行と連動して脚本家本人が視聴者に直接コメント返しをする異例の対話型リアルタイム企画となった『氷の世界』公式掲示板はしかしながら、ドラマ最終回の賛否も相まって、野沢尚本人との対話を面白がった匿名の視聴者たちが「お前の作品はひどすぎる」「作家なんてやめちゃえ」と作品の批評を超えた野沢宛の誹謗中傷や人格攻撃を行う事態に発展した。
野沢は掲示板に参加しようと思ったこと自体を今も後悔していると語り「私が”本当のお客さんなんじゃないか”と思っていた人は、実はどういう風にも化けられる。少しでも視聴者の心に触れ合いたいと思っていた自分が参加する場ではなかった」と結論づけている。　
事件以後
1999年に『氷の世界』公式サイト掲示板で最終的に視聴者との対話を打ち切った野沢だが、2003年に脚本を手がけた舞台『ふたたびの恋』へ毎日のように通い、公演終了後の観客の姿を最後の一人が帰るまで眺めている野沢の姿に遭遇した松原耕二に「こうやってお客さんの顔を見る機会もなかなかないから」と語るなど、『氷の世界』の一件以降も野沢は自作品に対する視聴者の反応を見つめることをやめていなかった様子が窺える。
最初で最後のアニメ映画脚本となった『劇場版名探偵コナン ベイカー街の亡霊』でも、7年後の劇場作品『名探偵コナン 漆黒の追跡者』まで抜かれない歴代最高の興行収入を記録したにもかかわらず、当時の『コナン』ファンからはさまざまな意見と賛否の声が上がる。
野沢が最後にドラマシナリオを手がけた『砦なき者』(野沢による同名小説のドラマ化,2004年)には、2002年発表の原作小説には無い主人公の台詞が野沢尚本人により追加されている。
| 「                                                             | 「私は最後の最後まで、あなたたち視聴者の正体を掴み損ねた。あなたたちは、謎の存在だった。暗闇の中で標的を探して、いくら引き金を引いても、命中したようには思えなかった。それが私にとって、テレビ30年の真実でした」 | 」 |
| —野沢尚『砦なき者』ドラマシナリオ 月刊シナリオ 2004年4月号掲載 | |    |

野沢と15年の付き合いがあった読売新聞解説部次長の鈴木嘉一は追悼文でドラマ内の上記の台詞を引用し、野沢が投げたボールに対して私たちも真正面から投げ返す真剣なキャッチボールを続けていれば、『砦なき者』の主人公にこのような絶望的な台詞を吐かせる事態は避けられたかもしれないと結んでいる。

### その他
『おいしい関係』（1996年、フジテレビ系）の脚色を途中降板している。
TBSのプロデューサー貴島誠一郎とは、『この愛に生きて』（1994年、フジテレビ系）、『恋人よ』（1995年、フジテレビ系）が『長男の嫁』シリーズと競合するなどライバル関係であったため、「彼からは絶対声がかからない」と思っていたという。だが、逆に貴島は以前から野沢に注目していたといい、後に彼の依頼で脚本を執筆した『青い鳥』（1997年）が放送された。

## 自身のベスト作品
1999年に『キネマ旬報』が行ったアンケートによると、邦画では『砂の器』や降旗康男『駅 STATION』など、洋画ではドン・シーゲル『ダーティハリー』やロナルド・ニーム『ポセイドン・アドベンチャー』、ウィリアム・フリードキン『エクソシスト』、シドニー・ルメット『狼たちの午後』、アーサー・ペン『俺たちに明日はない』、ジョゼ・ジョヴァンニ『暗黒街のふたり』、サム・ペキンパー『わらの犬』『ゲッタウェイ』等を選んでいる。
自著では高校時代に観て大きな影響を受けた映画として、『青春の殺人者』『ブルークリスマス』『冬の華』『犬神家の一族』『獄門島』『女王蜂』を挙げている。

## 作品

### 脚本

#### 連続ドラマ
- 親愛なる者へ（フジテレビ、1992年）
- 素晴らしきかな人生（フジテレビ、1993年）
- この愛に生きて（フジテレビ、1994年）
- 恋人よ（フジテレビ、1995年）
- おいしい関係（フジテレビ、1996年） - 原作：槇村さとる。プロデューサーと意見が合わず降板[26]。
- 青い鳥（TBS、1997年）
- 結婚前夜（NHK、1998年）
- 眠れる森（フジテレビ、1998年）
- 氷の世界（フジテレビ、1999年）
- リミット もしも、わが子が…（読売テレビ、2000年）
- 喪服のランデヴー（NHK、2000年） - 原作：コーネル・ウールリッチ
- 水曜日の情事（フジテレビ、2001年）
- 眠れぬ夜を抱いて（テレビ朝日、2002年）
- 緋色の記憶〜美しき愛の秘密〜（NHK、2003年） - 原作：トマス・H・クック
- 川、いつか海へ 6つの愛の物語（NHK、2003年） - 倉本聰、三谷幸喜との共作によるリレードラマ。全6話で野沢は1・5話を担当。
- 坂の上の雲（NHK、2009年 - 2011年） - 原作：司馬遼太郎。野沢の自殺により未完となったが池端俊策と岡崎栄の監修のもとNHKの製作スタッフが完成。

#### 単発ドラマ
- 殺して、あなた…（読売テレビ、1985年）
- 手枕さげて（読売テレビ、1987年）
- 最後の恋（読売テレビ、1988年）
- 愛（めぐみ）の世界（読売テレビ、1990年）
- 恋愛本線、駆ける（TBS、1990年）
- 灰の降るイブ（フジテレビ、1990年）
- 女と男が愛する時（フジテレビ、1990年）
- 夢みた旅（NHK、1991年）
- 朝日のあたる家（読売テレビ、1991年）
- 小指の思い出（読売テレビ、1991年）
- 東京ららばい（読売テレビ、1991年）
- あと1時間の恋（日本テレビ、1991年）
- 女優たち（フジテレビ、1991年）
- 10年目のクリスマス・イブ（テレビ朝日、1991年）
- 性的黙示録（読売テレビ、1992年）
- 雀色時（読売テレビ、1992年）
- 誰よりも君のこと（テレビ朝日、1994年）
- 恋人みたいに泣かないで（テレビ朝日、1995年）
- その男の恐怖（フジテレビ、1998年）
- ネット・バイオレンス〜名も知らぬ人々からの暴力〜（NHK、2000年） - 出演：夏川結衣、北村一輝
- 反乱のボヤージュ（テレビ朝日、2001年）
- 砦なき者（テレビ朝日、2004年）

#### 映画
- V.マドンナ大戦争（松竹富士/ジョイパックフィルム/キャニオン・レコード/三船プロダクション、1985年）
- マリリンに逢いたい（松竹富士、1988年）
- ステイ・ゴールド（バンダイ、1988年）
- その男、凶暴につき（松竹富士、1989年）
- ラッフルズホテル（松竹富士、1989年）
- さらば愛しのやくざ（東映、1990年）
- 殺人がいっぱい（アルゴ、1991年）
- ジェームス山の李蘭（東映、1992年）
- 赤と黒の熱情（東映、1992年） - 監督：工藤栄一
- 課長島耕作（東宝、1992年） - 原作：弘兼憲史、監督：根岸吉太郎
- ラストソング（フジテレビ/東宝、1994年）
- 集団左遷（東映、1994年） - 原作：江波戸哲夫、監督：梶間俊一
- 私たちが好きだったこと（東映、1997年） - 原作：宮本輝、監督：松岡錠司
- 不夜城 SLEEPLESS TOWN（「不夜城」製作委員会、1998年） - 原作：馳星周、監督：李志毅
- 破線のマリス（「破線のマリス」製作委員会、2000年）
- 深紅（2005年）

#### 劇場アニメ
- 名探偵コナン ベイカー街の亡霊（東宝、2002年） - 原作：青山剛昌、監督：こだま兼嗣[29]

#### 原案
- 女と男の熱帯（WOWOW、2013年） - 脚本：相沢友子

#### 舞台
- 恋人たちの短い夜（シアターコクーン、1993年）
- ふたたびの恋（パルコ劇場、2003年）
- 殺し屋シュウ〜シュート・ミー〜（銀座博品館劇場、2009年）

#### 著書
- V.マドンナ大戦争（集英社文庫コバルトシリーズ 1985年）
- ステイゴールド（角川文庫、1988年） - 2006年に幻冬舎文庫
- マリリンに逢いたい（小学館、1988年）
- 親愛なる者へ（フジテレビ出版、1992年）- 2012年に韓国でドラマ化
- 素晴らしきかな人生（フジテレビ出版、1993年）
- ラストソング（扶桑社文庫、1994年） - 2008年に講談社文庫
- 恋人よ（扶桑社、1995年）のち文庫、幻冬舎文庫
- 映画館に、日本映画があった頃（キネマ旬報社 1995年）
- 恋愛時代（幻冬舎、1996年） - 2006年に韓国でドラマ化、2015年に連続ドラマ化
- 破線のマリス（講談社、1997年）のち文庫
- 青い鳥（幻冬舎、1997年）のち文庫
- リミット（講談社、1998年）のち文庫
- 結婚前夜（読売新聞社、1998年）
- 呼人（講談社、1999年）のち文庫
- 眠れる森（幻冬舎、1999年）のち文庫
- 氷の世界（幻冬舎、2000年）のち文庫
- 深紅（講談社、2000年）のち文庫
- 野沢尚のミステリードラマは眠らない あなたにこの物語は書けない!（日本放送出版協会 2000年）
- 反乱のボヤージュ（集英社、2001年）のち文庫
- 水曜日の情事（新潮社、2001年）
- 眠れぬ夜を抱いて（幻冬舎、2001年）のち文庫
- 龍時シリーズ（文藝春秋）のち文庫
  - 龍時01-02（2002年）
  - 龍時02-03（2003年）
  - 龍時03-04（2004年）
- 砦なき者（講談社、2002年）のち文庫
- 魔笛（講談社、2002年）のち文庫
- 殺し屋シュウ（幻冬舎、2003年）のち文庫
- ふたたびの恋　文藝春秋 2003 のち文庫
- 烈火の月（小学館、2004年）のち文庫
- ひたひたと（講談社、2004年）のち文庫

#### 漫画原作
- ヒューマン・リーグ（小学館、1987年） - 作画：斉藤むねお
- 龍時（集英社、2005年 - ） - 作画：戸田邦和

#### エッセイ
- 映画館に、日本映画があった頃（キネマ旬報社、1995年）

## 受賞歴
1997年
- 第43回江戸川乱歩賞：小説『破線のマリス』
- 第15回ザテレビジョンドラマアカデミー賞 脚本賞：『青い鳥』[30]
- 第4回島清恋愛文学賞：小説『恋愛時代』

1998年
- 第19回ザテレビジョンドラマアカデミー賞 脚本賞：『眠れる森』[31]
- 第8回TV-LIFE年間ドラマ大賞1998︰脚本賞『眠れる森』[32]

1999年
- 第17回向田邦子賞：脚本『眠れる森』『結婚前夜』[33]
- 第23回ザテレビジョンドラマアカデミー賞 脚本賞：『氷の世界』[34]

2001年
- 第31回ザテレビジョンドラマアカデミー賞 脚本賞：『水曜日の情事』[35]
- 第22回吉川英治文学新人賞：小説『深紅』

2002年
- 第52回芸術選奨文部科学大臣賞：脚本『反乱のボヤージュ』